# Yangxi Shuiku
Yangxi Shuiku (kinesiska: 杨溪水库) är en reservoar i Kina. Den ligger i provinsen Zhejiang, i den östra delen av landet, omkring 150 kilometer söder om provinshuvudstaden Hangzhou. Yangxi Shuiku ligger 151 meter över havet. Arean är 2,8 kvadratkilometer. I omgivningarna runt Yangxi Shuiku växer i huvudsak blandskog. Den sträcker sig 3,0 kilometer i nord-sydlig riktning, och 4,5 kilometer i öst-västlig riktning.
Genomsnittlig årsnederbörd är 2 368 millimeter. Den regnigaste månaden är juni, med i genomsnitt 417 mm nederbörd, och den torraste är januari, med 69 mm nederbörd.